# Elena Radu
Elena Radu (* 24. März 1975 in Pogoanele) ist eine ehemalige rumänische Kanutin.

## Karriere
Elena Radu startete bei den Olympischen Spielen 2000 in Sydney im Vierer-Kajak, zu dessen Aufgebot außerdem aus Mariana Limbău, Raluca Ioniță und Sanda Toma gehörten. Auf der 500-Meter-Strecke belegten sie sowohl im Vorlauf als auch im Finale den dritten Platz, womit ihnen der Gewinn der Bronzemedaille gelang. In 1:37,010 Minuten kamen sie 2,5 Sekunden hinter den siegreichen Ungarinnen und eine Sekunde hinter der deutschen Mannschaft ins Ziel, während die viertplatzierten Polinnen lediglich 0,06 Sekunden Rückstand auf die Rumäninnen hatten.
Ihre einzigen weiteren internationalen Medaillen gewann Radu bei Europameisterschaften. 1997 wurde sie in Plowdiw dabei mit dem Vierer-Kajak über 200 Meter und auch über 500 Meter jeweils Europameisterin, während sie sich 1999 in Zagreb im Zweier-Kajak über 1000 Meter die Bronzemedaille sicherte.
Für ihre olympische Bronzemedaille erhielt sie 2000 das Ritterkreuz des Ordens Für Verdienst.